# ستيف جونز (طيار)
ستيف جونز (بالإنجليزية: Steve Jones)‏ هو طيار بريطاني، ولد في 5 يناير 1960.